# Maurice Musy
Maurice Jules Gaston Musy (Saint-Cyr-au-Mont-d'Or, 21 mars 1861 - Ombella-M'Poko, 3 janvier 1890) est un explorateur français, frère d'Edmond Musy.

## Biographie
Sergent de turco au Tonkin, il part au Congo en 1889 comme auxiliaire de première classe. En mai 1889, de Loango, il gagne Brazzaville en passant par Loudima et Bouenza. Albert Dolisie le charge alors d'aller fonder un poste sur l'Oubangui en face des possessions belges. Il crée ainsi le poste de Bangui en septembre 1889 et tente des négociations avec le chef de poste belge de Zongo, le lieutenant Hanolet. 
Commandant du poste de Bangui, il l'agrandit et y développe un jardin d'essai. Il mène alors des observations botaniques, zoologiques et entomologiques. 
Il est tué dans une expédition punitive en janvier 1890 lors d'une guerre tribale, par les Salanga (Le village de  Salanga, fait de nos jours, partie du territoire communal de Bimbo). Paul Crampel le vengera et récupèrera son corps.

## Travaux
- Correspondance de M. Musy, chef de poste à Bangui, Revue de Géographie, novembre 1890-juillet 1891